# Palazzetto Pisani
Palazzetto Pisani è un palazzo di Venezia, ubicato nel sestiere di San Marco.
Affacciato sul Canal Grande, vicino al Ponte dell'Accademia e al Campo Santo Stefano, esso sorge tra il rio Santissimo o di Santo Stefano ed il settecentesco Palazzo Benzon Foscolo, dirimpetto a Campo San Vio.

## Storia
Fu acquistato nel 1751 da Andrea Pisani (rectius Almorò 1° Alvise Andrea) dal marchese Giovanni Poleni fisico matematico ed astronomo dell'Università di Padova, al fine di permettere alla famiglia Pisani - già proprietaria del grandioso Palazzo Pisani di Santo Stefano costruito intorno al 1615 - di affacciarsi sul Canal Grande. In questa occasione, venne abbattuto il muro che lo separava dalla dimora principale e i due stabili vennero uniti, ma tale disposizione durò solo pochi anni. Già nel 1816 la dimora venne acquistata da Carlo Felice di Savoia, al tempo Duca di Genova, per poi passare nel 1945 al conte Leonardo De Lazara, che ne curò il restauro.

## Descrizione
È un palazzo di forme tradizionali e dalla spiccata eleganza, che fa da avamposto al corpo imponente di Palazzo Pisani di Santo Stefano al quale è congiunto. Esso denuncia nella facciata origini tardo cinquecentesche o, in alternativa, seicentesche. La facciata, che si sviluppa su quattro livelli, con un piano nobile compreso tra due mezzanini, è contraddistinta dalla presenza di coppie di bifore, secondo uno schema usato anche a Palazzo Giustinian Bernardo. Elementi caratteristici sono anche la presenza di uno stemma, di marcapiani in pietra d'Istria e del portale in pietra, che ha però funzione solo decorativa, dato che l'accesso al Palazzo non è dalla principale via acquatica della città, bensì da Calle del Portico Pisani.